# Bilabria gigantea
Bilabria gigantea is een straalvinnige vissensoort uit de familie van puitalen (familie) (Zoarcidae). De wetenschappelijke naam van de soort is voor het eerst geldig gepubliceerd in 2008 door Anderson & Imamura.